# Bni Yagrine
Bni Yagrine (en àrab بني ياڭرين, Banī Yāgrīn; en amazic ⴱⵏⵉ ⵢⴰⴳⵔⵉⵏ) és una comuna rural de la província de Settat, a la regió de Casablanca-Settat, al Marroc. Segons el cens de 2014 tenia una població total de 13.031 persones.